# Giovanni da Campione
Giovanni da Campione (circa 1320 a Campione d'Italia, avui província de Como, en Llombardia i mort a la mateixa ciutat cap a l'any 1375), va ser un escultor italià.

## Biografia
Fill de l'escultor Ugo da Campione, Giovanni es va iniciar aviat en l'art de l'escultura al taller del seu pare a Bèrgam. Un primer document datat el 1348, esmenta actiu a un: filuis Giovanni quondam magistri Ugonis de Campiliono a l'església de Santi Celso e Nazaro a Bellano.
Més tard, a Bèrgam, va treballar sobretot en l'obra escultòrica de la Basílica de Santa Maria Maggiore i el seu baptisteri. Fet confirmat per la seva signatura: Iohannes filius magistri Ugi, e nel primer Iohannes filius domini quondam magistri Ugi, nel secondo, les seves obres són el porxo nord el 1351 conegut com els «Lleons vermells» i el de la part sud anomenat «Lleons blancs» el 1360. També en aquest mateix darrer any, és responsable de realitzar un portal al costat nord del cor, que va fer a partir del 1366, data enregistrada durant el transport de marbre a Bèrgam des d'una pedrera de Brivio.
Els seus fills Nicolino i Cristoforo, com a escultors, van col·laborar amb ell en la construcció de la basílica, en particular en la realització del baptisteri. Després d'un pagament el 30 d'octubre de 1367 per l'execució del portal, el mestre ja no apareix més en els documents de Bèrgam.

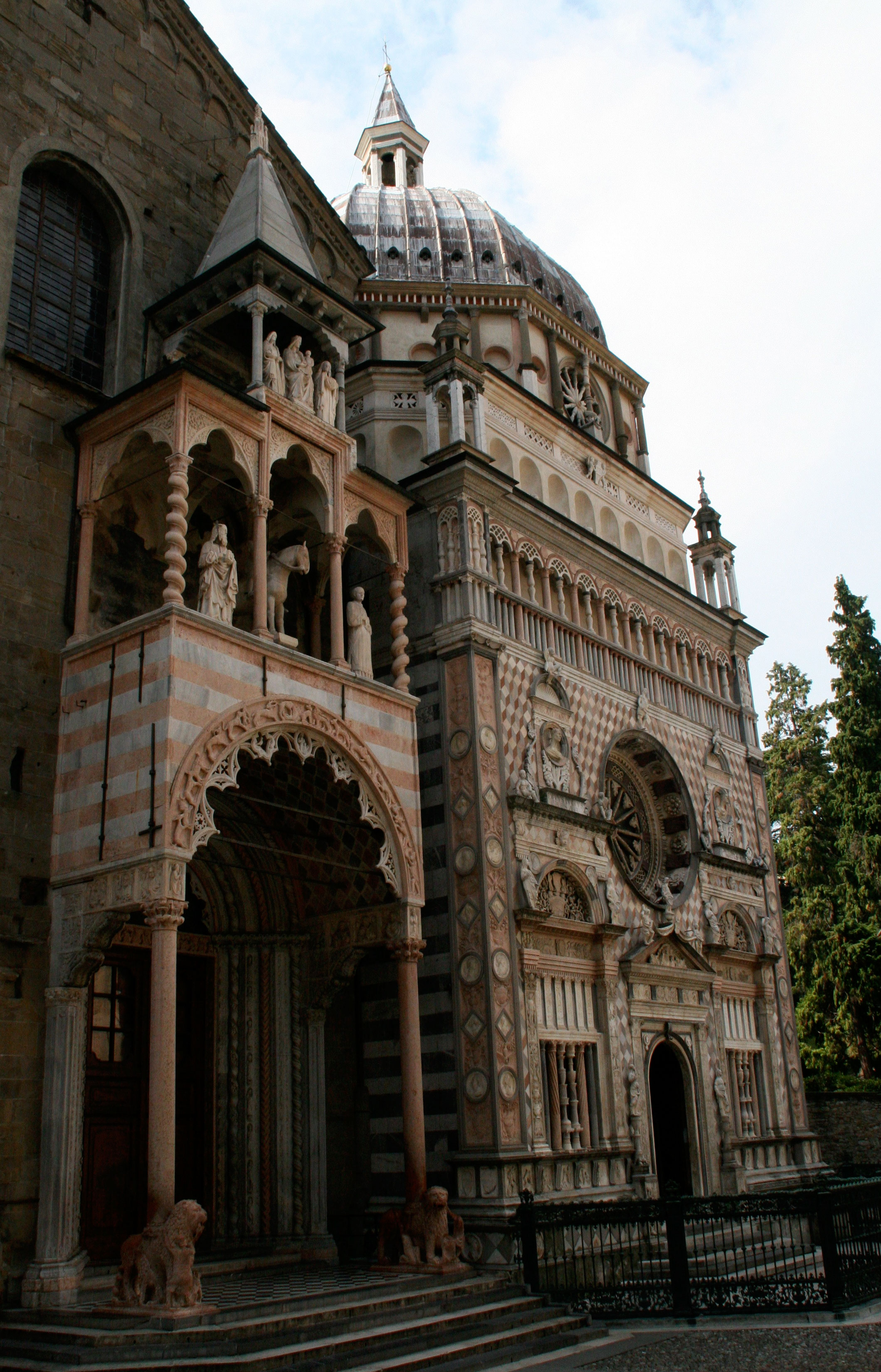
Porxe anomenat dels «Lleons vermells»
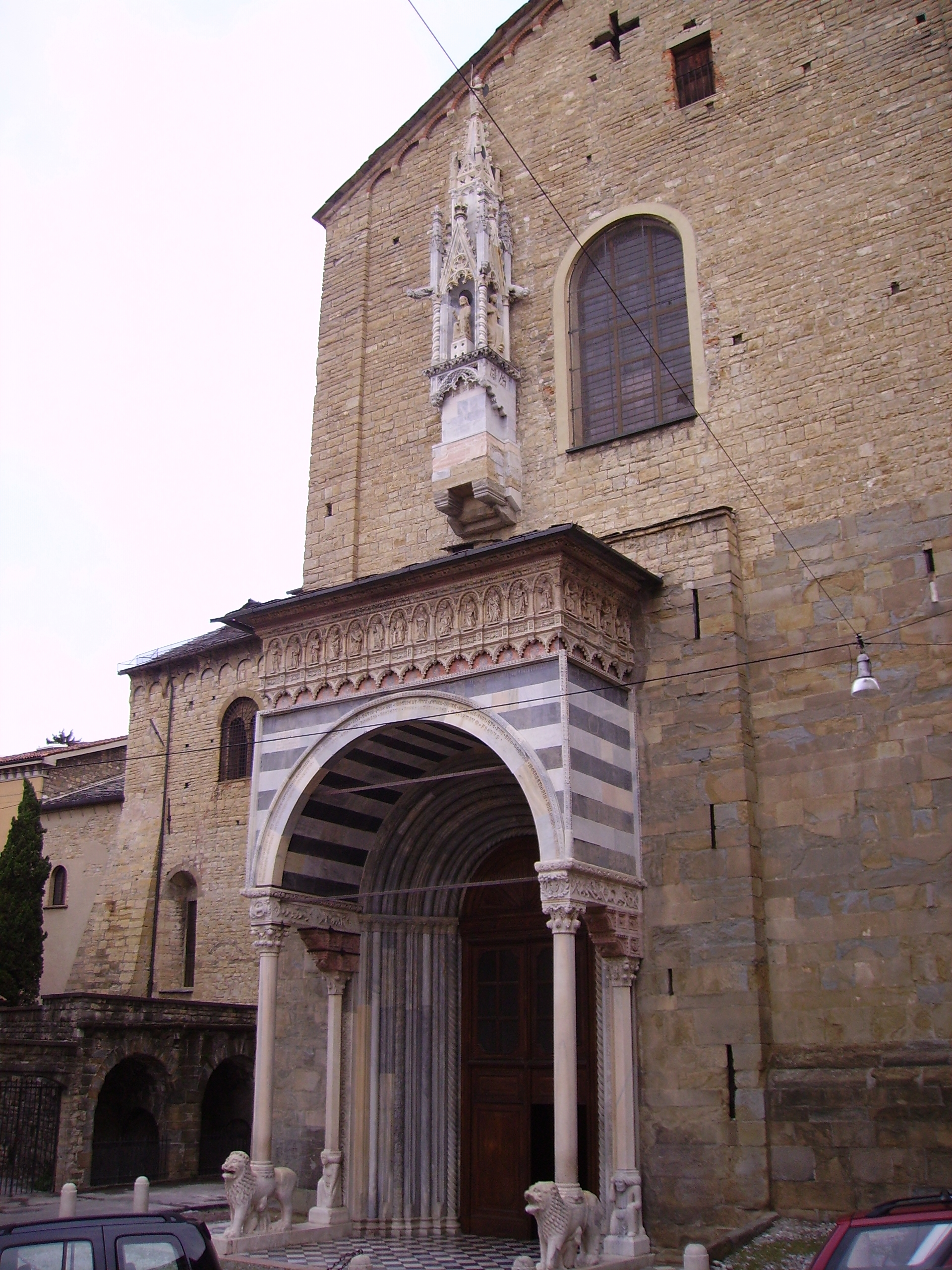
Porxe anomenat dels «Lleons blancs»
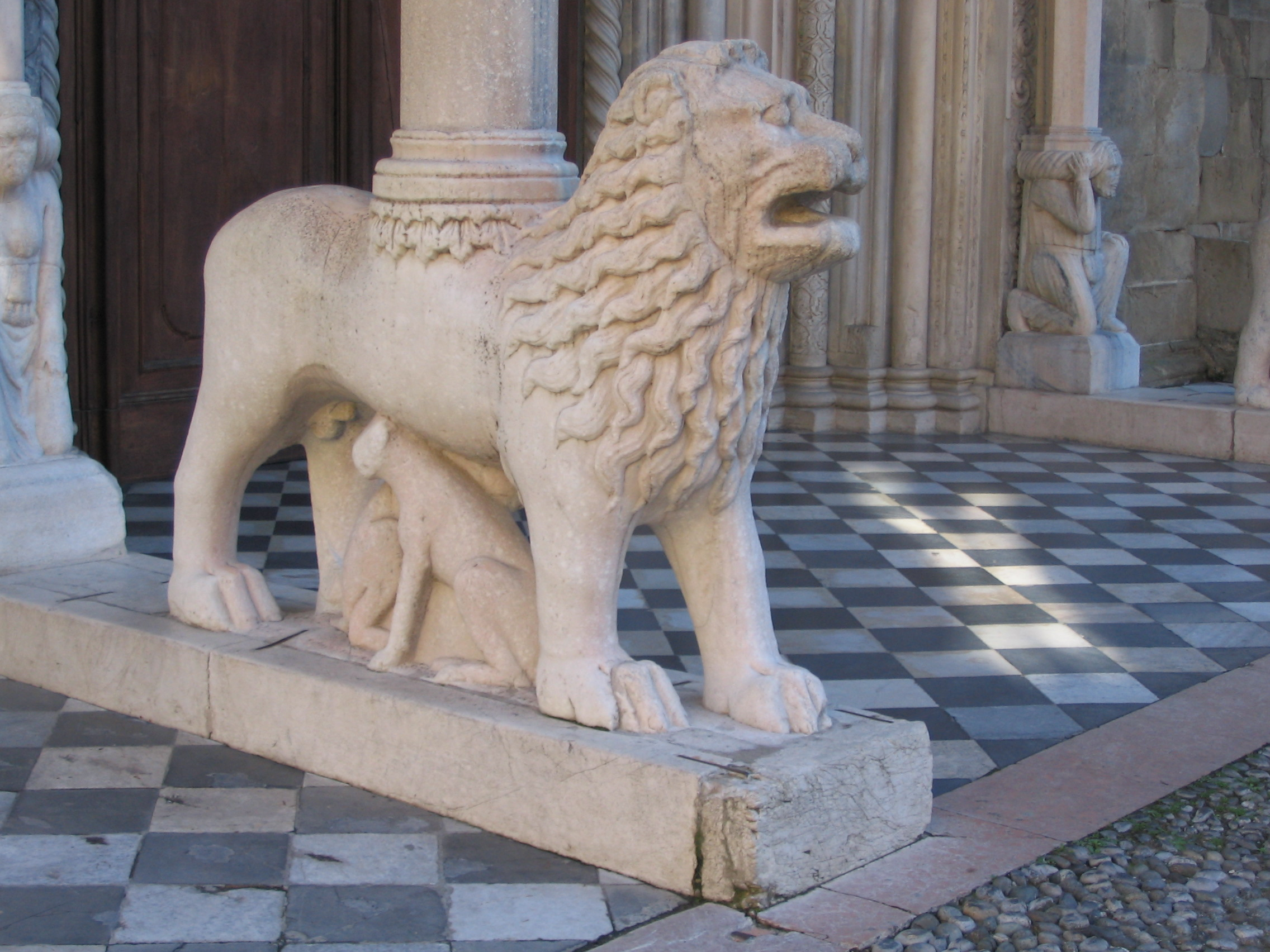
Detall d'un Lleó.